# Claire Feuersteinová
Claire Feuersteinová (* 28. února 1986, Grenoble, Francie) je současná francouzská profesionální tenistka hrající levou rukou, bekhendem jednoruč. Její nejvyšší umístění na žebříčku WTA ve dvouhře bylo 171. místo (14. prosinec 2009) a ve čtyřhře 178. místo (8. únor 2010). Na okruhu WTA nevyhrála žádný turnaj, ale z okruhu ITF si již odnesla 5 titulů ve dvouhře a 1 ve čtyřhře.

## Finálové účasti na turnajích WTA (1)

### Čtyřhra – prohry (1)
| Legenda                     |
| Kategorie Premier (0)       |
| Kategorie International (1) |

| Č. | Datum           | Turnaj             | Povrch | Partnerka           | Vítězky                             | Výsledek |
| 1. | 23. květen 2009 | Štrasburk, Francie | antuka | Stéphanie Foretzová | Nathalie Dechyová Mara Santangelová | 6-0, 6-1 |

## Vítězství na okruhu ITF (6)

### Dvouhra (5)
| Č. | Datum             | Turnaj   | Dotace   | Povrch    | Soupeřka ve finále  | Výsledek         |
| 1. | 8. duben, 2007    | Bath     | 10 000 $ | tvrdý (h) | Kateřina Vaňková    | 6-3, 6-3         |
| 2. | 15. duben, 2007   | Torhout  | 10 000 $ | tvrdý (h) | Yanina Wickmayerová | 6-4, 6-4         |
| 3. | 27. leden, 2008   | Grenoble | 10 000 $ | tvrdý (h) | Anne-Laure Heitzová | 6-3, 4-6, 6-4    |
| 4. | 11. říjen, 2009   | Limoges  | 25 000 $ | tvrdý (h) | Anais Laurendonová  | 6-0, 5-7, 6-3    |
| 5. | 6. prosinec, 2009 | Přerov   | 25 000 $ | tvrdý (h) | Xenija Lykinová     | 6-7(5), 6-3, 6-4 |

### Čtyřhra (1)
| Č. | Datum           | Turnaj        | Dotace   | Povrch    | Partnerka           | Soupeřky ve finále                                  | Výsledek    |
| 1. | 25. říjen, 2009 | Saint Raphael | 50 000 $ | tvrdý (h) | Stéphanie Foretzová | Margalita Čachnašviliová Sílvia Solerová Espinosová | 7-6(4), 7-5 |

## Postavení na žebříčku WTA na konci sezóny

### Dvouhra
| Rok    | 2004 | 2005   | 2006   | 2007   | 2008   | 2009   |
| Pořadí | 854. | ▲ 415. | ▼ 606. | ▲ 346. | ▲ 343. | ▲ 190. |

### Čtyřhra
| Rok    | 2008 | 2009   |
| Pořadí | 599. | ▲ 193. |